# Felix Antonio
Felix Q. Antonio (Laoag, 18 mei 1911 - 4 augustus 1991) was een Filipijns rechter en rechter van het Filipijns hooggerechtshof van 1972 tot 1980.

## Biografie
Antonio werd geboren in op 18 mei 1911 in Laoag en studeerde rechten aan de University of the Philippines. Als student blonk hij uit in het houden van toespraken en debatteren. Ook was hij een van de betere studenten. Na het behalen van zijn bachelor-diploma in 1935, slaagde hij in hetzelfde jaar voor zijn toelatingsexamen voor de Filipijnse balie en ging hij werken als advocaat. In 1938 stopte hij daarmee en ging werken als belastinginspecteur bij het Bureau of Internal Revenue (BIR). Twee jaar later begon hij bij het Ministerie van Arbeid. Ook was hij vredesrechter.
In de Tweede Wereldoorlog was hij actief als kapitein bij een guerillabeweging. Na de oorlog was hij openbaar aanklager van de provincie Abra (vanaf 1946) en van Quezon (vanaf 1952). Van 1953 tot 1956 was hij openbaar aanklager voor het ministerie van justitie en rechter bij de regionale rechtbank van Ilocos Sur van 1956 tot 1961. In de jaren zestig was hij rechter bij twee verschillende regionale rechtbanken in Manilla. Op 8 januari 1970 volgde een benoeming tot rechter in het Hof van beroep. Deze functie bekleedde hij maar een maand, omdat hij op 8 februari alweer werd benoemd tot Sollicitor-General van de Filipijnen. In juni 1970 werd hij door president Ferdinand Marcos benoemd tot rechter van het Filipijns hooggerechtshof.
Na zijn pensionering als rechter op 18 mei 1980 werd hij door Marcos aangesteld als voorzitter van een commissie die het rechtssysteem in de Filipijnen moest doorlichten ten behoeve van mogelijke hervormingen. Antonio overleed op 80-jarige leeftijd. Hij was getrouwd met Natividad Javier en had acht kinderen.
- Virtual International Authority File: 213118507